# 卡斯卡哈爾區
卡斯卡哈爾區（西班牙語：Cascajal），是哥斯達黎加的一個區，位於該國中部聖何塞省，始建於1988年11月30日，面積131.39平方公里，海拔高度1,495米，2011年人口6,728，人口密度每平方公里51.21人。